# Adolf I de Schleswig-Holstein-Gottorp
Adolf I de Schleswig-Holstein-Gottorp —Adolf I vol Schleswig-Holstein-Gottorf (alemany)— (Flensburg, 25 de gener de 1526 - Gottorp, 1 d'octubre de 1586) fou un príncep de Dinamarca i Noruega, pertanyent a la Casa d'Oldenburg. Era fill del rei Frederic I de Dinamarca (1471-1533 i de la seva segona dona Sofia de Pomerània (1498-1568). Va ser el primer duc de Schleswig-Holstein-Gottorp (1544 - 1586) i fundador de la Casa de Holstein-Gottorp.
Tot i que els seus pares eren catòlics, la tolerància dels reis de Dinamarca va permetre que el seu fill fos educat pel líder protestant Felip I de Hessen. Adolf va passar quatre anys al castell de Kassel i es va convertir al luteranisme. El 1544 el seu germanastre, el rei Cristià III va repartir els antics ducats de Slesvig i de Holstein amb els seus germanastres Joan i Adolf.
Adolf va escollir el territori que comprenia la ciutat de Slesvig i el palau de Gottorp, d'on prové el nom del ducat. Així, el ducat depenia de Dinamarca i alhora formava part del Sacre Imperi.
Adolf va prendre part en el Reichstag de 1548, i va acompanyar el landgravi Felip I de Hessen en el viatge d'homenatge a l'emperador Carles V pels Països Baixos espanyols.
Tot i ser protestant va donar suport a l'emperador amb 2.000 homes a cavall i deu companyies d'infanteria, en una guerra que va contribuir a reduir el poder dels prínceps protestants. Va ser nomenat comandant de les tropes del nord d'Alemanya.
Com a governant es va cuidar de modernitzar el seu Estat. Va fer construir els palaus de Reinbek, Husum, Tönning i Trittau, així com la residència de St. Jürgen per a pobres i gent gran.

## Matrimoni i fills
El 17 de desembre de 1564 es va casar al palau de Gottorp amb la princesa Cristina de Hessen (1543-1604), filla del landgravi Felip I de Hessen (1504-1567) i de Cristina de Saxònia (1505-1549). El matrimoni va tenir deu fills:
- Frederic (1568-1587).
- Sofia (1569-1634), casada amb el duc Joan VII de Mecklenburg-Schwerin (1558-1592).
- Felip (1570-1590).
- Cristina (1573-1625), casada amb el rei de Suècia Carles IX (1550-1611).
- Elisabet (1574-1587).
- Joan Adolf (1575-1616), arquebisbe de Bremen i bisbe de Lübeck, casat amb la princesa Augusta de Dinamarca (1580-1639).
- Anna (1575-1625), casada amb Enno III d'Ostfriesland (1563-1625).
- Cristià (1576-1577).
- Agnès (1578-1627).
- Joan Frederic (1579-1634), arquebisbe de Bremen i bisbe de Verden.